# Collegio uninominale Liguria - 02 (Senato della Repubblica 2020)
Il collegio elettorale uninominale Liguria - 02 è un collegio elettorale uninominale della Repubblica Italiana per l'elezione del Senato della Repubblica.

## Territorio
Come previsto dalla legge n. 51 del 27 maggio 2019, il collegio è stato definito tramite decreto legislativo all'interno della circoscrizione Liguria.
È formato dal territorio dell'intera provincia di La Spezia (32 comuni), da 45 comuni della città metropolitana di Genova: Avegno, Bargagli, Bogliasco, Borzonasca, Camogli, Carasco, Casarza Ligure, Castiglione Chiavarese, Chiavari, Cicagna, Cogorno, Coreglia Ligure, Davagna, Fascia, Favale di Malvaro, Fontanigorda, Gorreto, Lavagna, Leivi, Lorsica, Lumarzo, Mezzanego, Moconesi, Moneglia, Montebruno, Ne, Neirone, Orero, Pieve Ligure, Portofino, Propata, Rapallo, Recco, Rezzoaglio, Rondanina, Rovegno, San Colombano Certenoli, Santa Margherita Ligure, Santo Stefano d'Aveto, Sestri Levante, Sori, Torriglia, Tribogna, Uscio e Zoagli e da parte del territorio del comune di Genova (Municipi n. 1 Centro Est, n. 2 Centro Ovest, n. 3 Bassa Val Bisagno, n. 4 Media Val Bisagno, n. 8 Medio Levante e n. 9 Levante).
Il collegio è parte del collegio plurinominale Liguria - 01.

## Eletti
| Elezione | Elezione | Senatore             | Partito |
| -------- | -------- | -------------------- | ------- |
|          | 2022     | Stefania Pucciarelli | Lega    |

## Dati elettorali

### XIX legislatura
Come previsto dalla legge elettorale, 74 senatori sono eletti con sistema a maggioranza relativa in altrettanti collegi uninominali a turno unico.
| Candidati                                 | Candidati                      | Voti    | %     | Liste                            | Voti    | %     |
| ----------------------------------------- | ------------------------------ | ------- | ----- | -------------------------------- | ------- | ----- |
|                                           | Stefania Pucciarelli ✔️ Eletto | 156 103 | 40,02 | Fratelli d'Italia                | 88 614  | 22,72 |
| Lega per Salvini Premier                  | Stefania Pucciarelli ✔️ Eletto | 156 103 | 40,02 | 28 759                           | 7,37    |       |
| Forza Italia                              | Stefania Pucciarelli ✔️ Eletto | 156 103 | 40,02 | 25 606                           | 6,56    |       |
| Noi moderati/Lupi - Toti - Brugnaro - UDC | Stefania Pucciarelli ✔️ Eletto | 156 103 | 40,02 | 8 271                            | 2,12    |       |
|                                           | Guido Melley                   | 124 219 | 31,84 | Partito Democratico-IDP          | 87 535  | 22,44 |
| Alleanza Verdi e Sinistra                 | Guido Melley                   | 124 219 | 31,84 | 16 672                           | 4,27    |       |
| +Europa                                   | Guido Melley                   | 124 219 | 31,84 | 13 313                           | 3,41    |       |
| Impegno Civico - Centro Democratico       | Guido Melley                   | 124 219 | 31,84 | 1 493                            | 0,38    |       |
|                                           | Barbara Tronchi                | 50 986  | 13,07 | Movimento 5 Stelle               | 50 986  | 13,07 |
|                                           | Angelo Carella                 | 31 404  | 8,05  | Azione - Italia Viva - Calenda   | 31 404  | 8,05  |
|                                           | Marco Mori                     | 9 463   | 2,43  | Italexit                         | 9 463   | 2,43  |
|                                           | Norma Bertullacelli            | 6 447   | 1,65  | Unione Popolare                  | 6 447   | 1,65  |
|                                           | Simonetta Ruffato              | 6 051   | 1,55  | Italia Sovrana e Popolare        | 6 051   | 1,55  |
|                                           | Elisa Tognocchi                | 2 886   | 0,74  | Vita                             | 2 886   | 0,74  |
|                                           | Cinzia Ronzitti                | 2 212   | 0,57  | Partito Comunista dei Lavoratori | 2 212   | 0,57  |
|                                           | Antonio Merola                 | 332     | 0,09  | Noi di Centro – Europeisti       | 332     | 0,09  |
| Totale                                    | Totale                         | 390 103 | 100   |                                  | 390 103 | 100   |
| Elettori                                  | Elettori                       | 621 450 |       |                                  |         |       |